# Гребнев, Иван Алексеевич
Ива́н Алексе́евич Гре́бнев (16 августа 1903, Чуксола, Уржумский уезд, Вятская губерния, Российская империя — 13 февраля 1959, Йошкар-Ола, Марийская АССР, РСФСР, СССР) — марийский советский партийный и государственный деятель. Председатель Верховного Совета Марийской АССР I и II созывов (1944—1951). Член ВКП(б) с 1928 года. Участник Великой Отечественной войны.

## Биография
Родился 16 августа 1903 года в дер. Чуксола ныне Новоторъяльского района Марий Эл в семье крестьянина.
В 1928 году вступил в ВКП(б). В 1929 году окончил Марийскую совпартшколу, в 1936 году — Марийскую Высшую коммунистическую сельскохозяйственную школу. Сразу же заступил на партийную работу: с 1929 года — заведующий отделом, в 1931—1934 годах — заместитель председателя районной контрольной комиссии, заместитель секретаря Звениговского райкома ВКП(б) Марийской автономной области (МАО). Затем был техническим секретарём, в 1934—1935 годах — партийным следователем Комиссии партийного контроля при ЦК ВКП(б) по МАО, в 1936—1937 годах — прокурором Сернурского района Марийской АССР, в 1938—1939 годах заведовал отделом Марийского обкома ВКП(б). В 1939—1941 годах – 1-й секретарь Моркинского райкома партии.
В 1941 году призван в РККА. Участник Великой Отечественной войны: в феврале — июле 1941 года — слушатель Ленинских курсов при ЦК ВКП(б) в Ленинграде, добровольно ушёл на фронт; политрук войск НКВД на Ленинградском фронте, старший лейтенант. Награждён боевыми медалями, в том числе медалью «За оборону Ленинграда». В августе 1943 года переведён на службу в Марийскую АССР.
С 1943 года — начальник отдела НКВД Марийской АССР по борьбе с детской беспризорностью и безнадзорностью, в 1944—1949 годах — 1-й секретарь Сотнурского райкома ВКП(б) МАССР. Окончил годичные курсы при ЦК ВКП(б) в Москве. В 1951—1958 годах был заместителем директора по политчасти Медведевского леспромхоза МАССР.
С 1938 по 1951 годы был депутатом Верховного Совета Марийской АССР, в 1944—1951 годах — председатель Верховного Совета МАССР I и II созывов.
Его многолетняя плодотворная партийно-государственная деятельность отмечена орденами «Знак Почёта» и почётными грамотами Президиума Верховного Совета Марийской АССР (дважды). 
Ушёл из жизни 13 февраля 1959 года в Йошкар-Оле. 

## Награды
- Орден «Знак Почёта» (1946)[2][3][4]
- Медаль «За оборону Ленинграда»[3][4]
- Медаль «За победу над Германией в  Великой Отечественной войне 1941—1945 гг.» [4]
- Медаль «За доблестный труд в  Великой Отечественной войне 1941—1945 гг.»[4]
- Почётная грамота Президиума Верховного Совета Марийской АССР (1946, 1953)[2][4]